# 矢代田駅

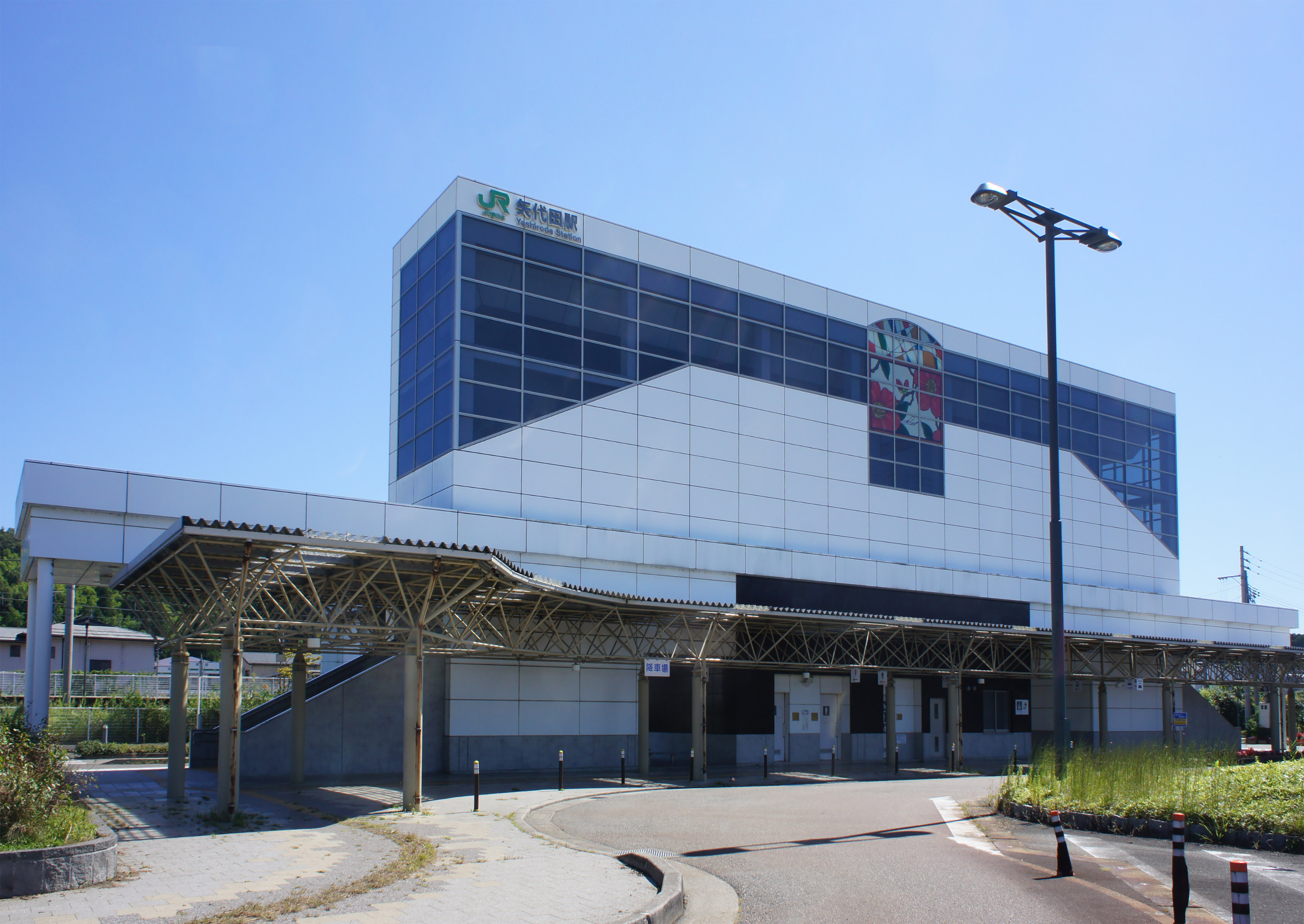
西口（2021年9月）

矢代田駅（やしろだえき）は、新潟県新潟市秋葉区矢代田にある、東日本旅客鉄道（JR東日本）信越本線の駅である。

## 歴史
- 1897年（明治30年）11月20日：北越鉄道が沼垂 - 一ノ木戸間開通の際に開設[1][2]。
- 1907年（明治40年）8月1日：北越鉄道が国有化され、帝国鉄道庁（国有鉄道）の駅となる[2]。
- 1970年（昭和45年）10月1日：貨物の取り扱いを廃止[2]。
- 1983年（昭和58年）：自転車置場を改築[3]。
- 1984年（昭和59年）2月1日：荷物の扱いを廃止[2]。
- 1987年（昭和62年）4月1日：国鉄分割民営化により、JR東日本の駅となる[2]。
- 2006年（平成18年）1月21日：ICカード「Suica」の利用が可能となる[4]。
- 2008年（平成20年）6月14日：橋上駅舎の仮供用を開始（西口新設）[1][5]。
- 2023年（令和5年）11月30日：みどりの窓口の営業を終了[6]。

### 駅舎の変遷
当駅は先代の駅舎が築90年以上となり、老朽化して手狭になっていたことに加え駅前広場が整備されていなかったこと、また、駅西側の舟戸地区で宅地開発が進捗していた背景から、小須戸町時代から駅周辺整備が計画されていた。
市町村合併後、新潟市とJR東日本新潟支社は2006年度（平成18年度）から2010年度（平成22年度）までの5箇年計画による「矢代田駅周辺地区都市再生整備計画」を策定し、この一環で橋上駅舎への改築事業が実施された。この改築工事は、2006年（平成18年）12月に着工した。改築にあたり、プレハブ造の仮駅舎を設置した上で旧駅舎を撤去。さらに駅舎周辺が狭隘であることから一部の住宅を移転するなどして駅前広場の建設用地を確保した。また、駅西側には橋上駅舎の地上部や駅前広場を設けるための用地が開発段階から確保されており、東西双方から建設工事が進められ、2008年（平成20年）6月14日より橋上駅舎および自由通路の仮供用を開始した。
駅舎は2008年（平成20年）9月に竣工したが、駅前広場と周辺の市道などの整備が引き続き進められ、2010年（平成22年）夏に全面竣工した。駅舎の設計はジェイアール東日本建築設計事務所が、施工は第一建設工業が行った。延面積は1,266.4平方メートル。
なお、整備事業は豊栄駅や亀田駅と同様に新潟市の合併建設計画に盛り込まれている。

#### 旧駅舎時代
相対式1面1線と島式1面2線を持つ地上駅で、番号の振り分けは現在の東口側から1番線、2・3番線となっており、2番線は待避や新潟方面への折り返し列車発着に使用されていた。その後、合理化のため2000年（平成12年）ごろ以降は、2番線は使用中止となり、当駅での待避・折り返しの設定は消滅した（この代替策として、折り返し列車の運行区間は羽生田駅まで延伸された）。
旧2番線は線路と架線を一部撤去した上で保線車両等の留置用となったが、ホームの振り分けは2番線を欠番としただけで従来通り1番線・3番線としていた。2008年（平成22年）6月の現駅舎竣工に合わせて3番線を「2番線」とし、現在の振り分けとなった。

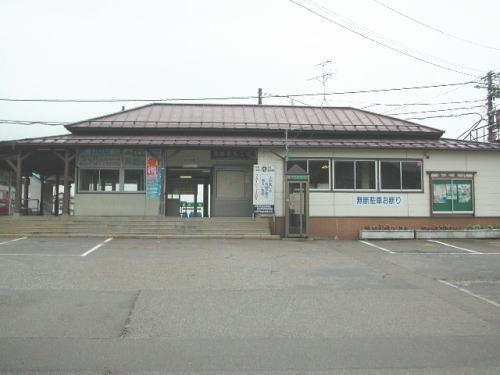
旧駅舎（2004年7月）
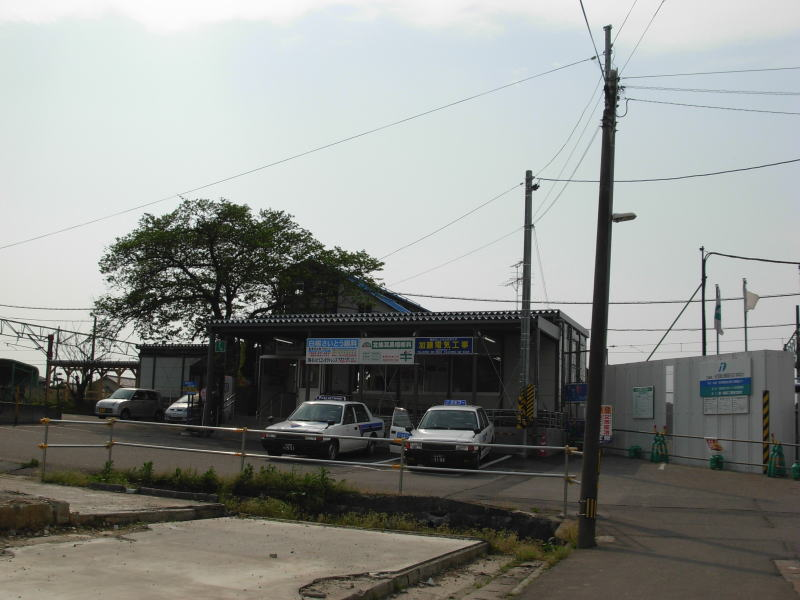
仮駅舎（2007年5月）

## 駅構造
単式ホーム2面2線を有する地上駅で、橋上駅舎を持つ。
JR東日本新潟シティクリエイト（JENIC）が受託する業務委託駅で、新津駅が管理する。2階コンコースには有人改札口、自動券売機、簡易Suica改札機、化粧室などが設置されている。なお、コンコースに面して設けられた東西自由通路は新潟市と秋葉区建設課が管理しており、駅舎は自由通路に面する2階に設けられている。

### のりば
| 番線 | 路線      | 方向 | 行先     |
| ---- | --------- | ---- | -------- |
| 1    | ■信越本線 | 上り | 長岡方面 |
| 2    | ■信越本線 | 下り | 新潟方面 |

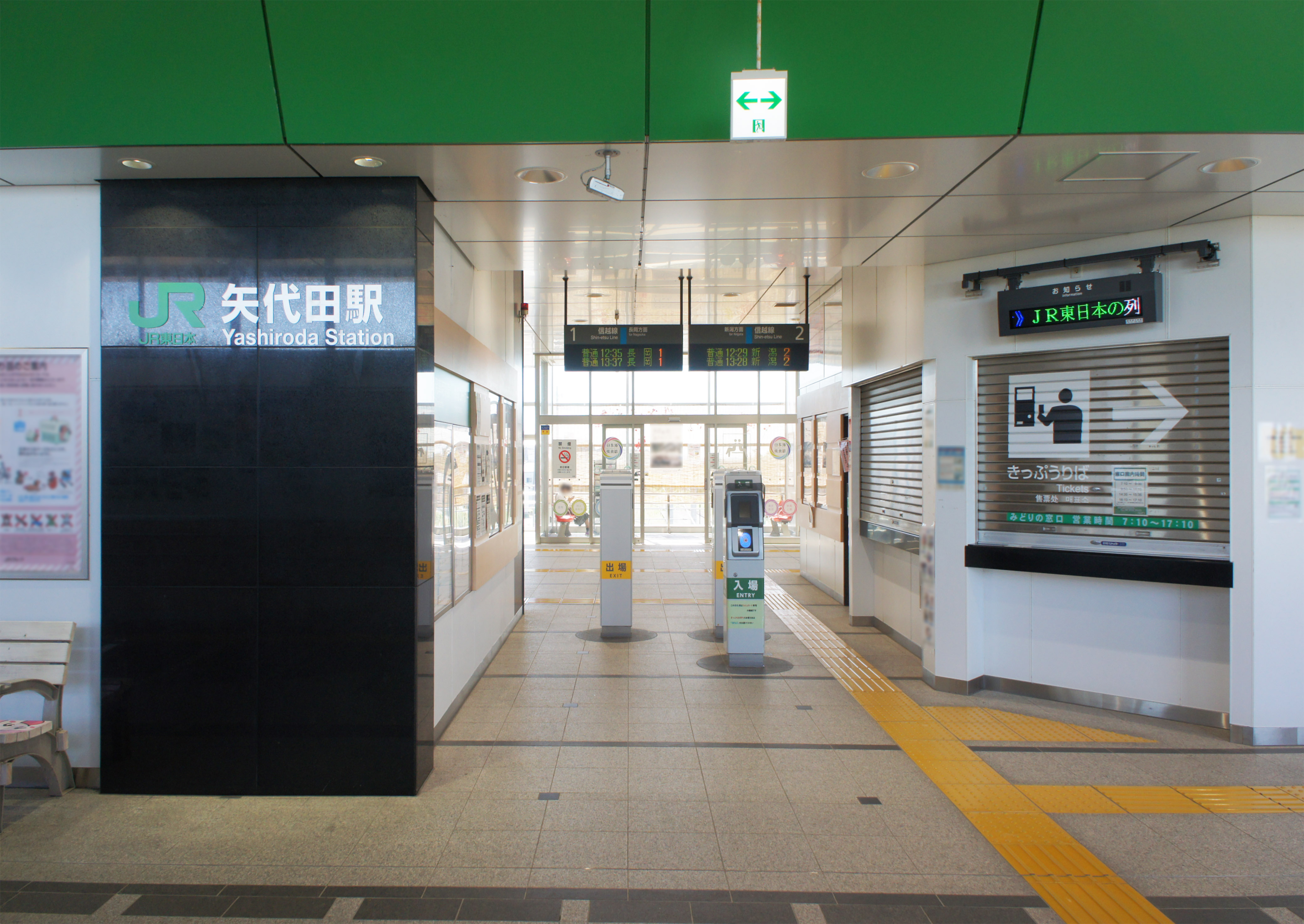
改札口（2021年9月）
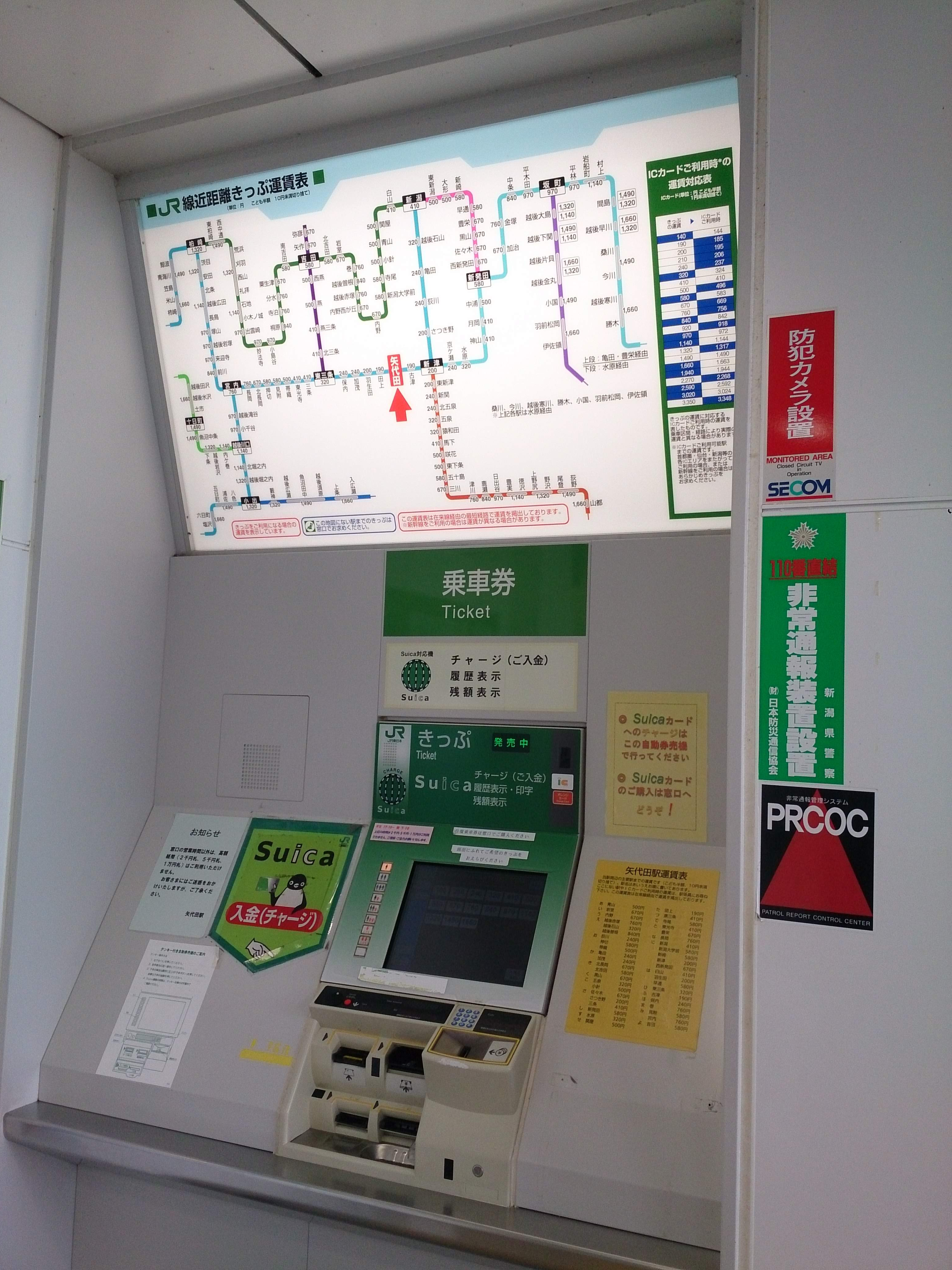
自動券売機（2018年9月）
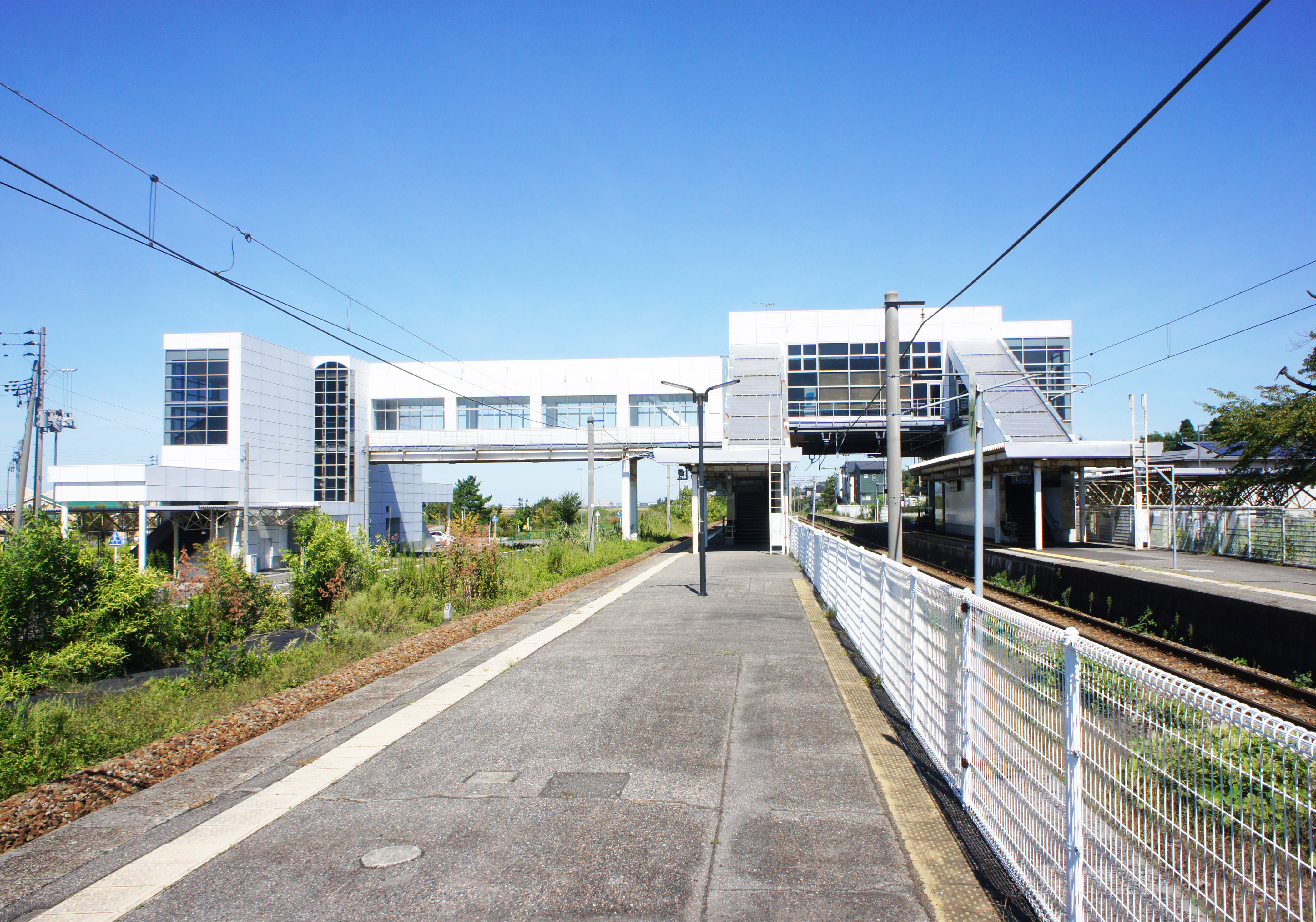
ホーム（2021年9月）

## 利用状況
JR東日本によると、2023年度（令和5年度）の1日平均乗車人員は853人である。
駅近くに新潟県立新津南高等学校が所在する。同校へ通学する生徒に加え、市内中心部や新津中心部、加茂市方面などへ通学する生徒も多いことから、朝夕は高校生の通学利用が比較的多い駅である。また秋葉区では当駅を小須戸地区の交通拠点として整備する意向を示しており、東口駅前広場の北側にパークアンドライド用の駐車場を設置しているほか、通勤通学者向けのシャトルバスを運行する社会実験を断続的に実施するなどといった施策を行っている事もあり、近年は通勤での利用者も増加傾向にある。
なお、2000年度（平成12年度）以降の推移は以下のとおりである。
| 1日平均乗車人員推移 | 1日平均乗車人員推移 | 1日平均乗車人員推移 | 1日平均乗車人員推移 | 1日平均乗車人員推移 |
| 年度                | 定期外              | 定期                | 合計                | 出典                |
| ------------------- | ------------------- | ------------------- | ------------------- | ------------------- |
| 2000年（平成12年）  |                     |                     | 1,047               | [ 利用客数 2 ]      |
| 2001年（平成13年）  |                     |                     | 1,016               | [ 利用客数 3 ]      |
| 2002年（平成14年）  |                     |                     | 994                 | [ 利用客数 4 ]      |
| 2003年（平成15年）  |                     |                     | 1,010               | [ 利用客数 5 ]      |
| 2004年（平成16年）  |                     |                     | 989                 | [ 利用客数 6 ]      |
| 2005年（平成17年）  |                     |                     | 978                 | [ 利用客数 7 ]      |
| 2006年（平成18年）  |                     |                     | 970                 | [ 利用客数 8 ]      |
| 2007年（平成19年）  |                     |                     | 934                 | [ 利用客数 9 ]      |
| 2008年（平成20年）  |                     |                     | 955                 | [ 利用客数 10 ]     |
| 2009年（平成21年）  |                     |                     | 960                 | [ 利用客数 11 ]     |
| 2010年（平成22年）  |                     |                     | 1,012               | [ 利用客数 12 ]     |
| 2011年（平成23年）  |                     |                     | 1,045               | [ 利用客数 13 ]     |
| 2012年（平成24年）  | 146                 | 953                 | 1,099               | [ 利用客数 14 ]     |
| 2013年（平成25年）  | 150                 | 1,033               | 1,184               | [ 利用客数 15 ]     |
| 2014年（平成26年）  | 152                 | 966                 | 1,119               | [ 利用客数 16 ]     |
| 2015年（平成27年）  | 157                 | 964                 | 1,122               | [ 利用客数 17 ]     |
| 2016年（平成28年）  | 159                 | 964                 | 1,124               | [ 利用客数 18 ]     |
| 2017年（平成29年）  | 148                 | 916                 | 1,064               | [ 利用客数 19 ]     |
| 2018年（平成30年）  | 153                 | 890                 | 1,044               | [ 利用客数 20 ]     |
| 2019年（令和元年）  | 144                 | 888                 | 1,033               | [ 利用客数 21 ]     |
| 2020年（令和02年）  | 99                  | 826                 | 925                 | [ 利用客数 22 ]     |
| 2021年（令和03年）  | 97                  | 797                 | 895                 | [ 利用客数 23 ]     |
| 2022年（令和04年）  | 112                 | 752                 | 864                 | [ 利用客数 24 ]     |
| 2023年（令和05年）  | 126                 | 727                 | 853                 | [ 利用客数 1 ]      |

## 駅周辺
駅は秋葉区小須戸に2つある市街地（詳細は秋葉区#小須戸地区を参照）のうち、東側の矢代田地域に位置している。もうひとつの市街地であり、古くから在郷町として発展した「小須戸」は西に3 kmほど離れている。
東口・西口双方の駅前広場はいずれも、自転車歩行者道部にシェルター（上屋）が架設されている。双方ともロータリー内には深夜帯を除き、タクシーが常駐している。ロータリーに接して駐輪場が設置されている。東口駅前広場には周辺散策用のガイドマップが設置されている。なお、駅前広場は2006年度（平成18年度）から、新潟市とJR東日本新潟支社が5箇年にわたり実施した「矢代田駅周辺地区都市再生整備計画」によって整備されたもので、西口側は2008年（平成20年）夏、東口側は2010年（平成22年）夏にそれぞれ全面竣工した。

### 東口
東口側は古くからの矢代田地域の中心であり、南北方向に国道403号の旧道が走る。数軒の商店があるほか、北側に新潟県立新津南高等学校がある。

### 西口
西口側の舟戸は新興住宅地となっており、その先に国道403号新津南バイパスが南北方向に走る。また、線路沿いではサイクリングロードの整備が行われている。

## バス路線
東口ロータリー内に「矢代田駅前」バス停が設置されており、新潟交通観光バスの路線バス「矢代田線」（SW3・4）と、秋葉区が運行するコミュニティバス「秋葉区区バス」が乗り入れている。従来は駅東側を南北に走る県道320号沿いにバス停が設けられていたが、東口駅前広場の工事進捗に伴って2010年（平成22年）2月1日からバス停をロータリー内へ移設し、乗り換えの利便性を高めている。
このうち、矢代田線には「矢代田西口」バス停にも乗り入れるが、国道403号の矢代田跨線橋西詰に設置されており、駅西口の駅前広場とは異なる位置にある。
- 新津中心部方面
  - SW3・SW4：新津駅[19]
  - 区バス（新津駅小須戸循環ルート）：新津駅東口[19]
- 小須戸・白根方面
  - SW3：白根・潟東営業所[19]
  - SW4：白根[19]
  - 区バス（新津駅小須戸循環ルート）：新津駅西口[19]

このほか、東口は田上町の予約型乗合タクシー「ゴマンド号」の乗降場所となっている。

## 隣の駅
東日本旅客鉄道（JR東日本）
■信越本線
■快速
加茂駅 - 矢代田駅 - 新津駅
■普通
田上駅 - 矢代田駅 - 古津駅

### 記事本文
1. 1 2 3 4 5 6 7  『週刊 JR全駅・全車両基地』 14号 長野駅・新津駅・高田駅ほか、朝日新聞出版〈週刊朝日百科〉、2012年11月11日、25頁。
2. 1 2 3 4 5  石野哲（編）『停車場変遷大事典 国鉄・JR編 Ⅱ』JTB、1998年、587頁。ISBN 978-4-533-02980-6。
3. ↑  広報こすど 第125号 1983年8月1日 p.5 矢代田駅構内 自転車置場 改築工事に着工 - 小須戸町
4. ↑  『2006年1月21日（土）新潟エリアSuicaデビュー!』（PDF）（プレスリリース）東日本旅客鉄道新潟支社、2005年9月21日。オリジナルの2006年1月5日時点におけるアーカイブ。2021年1月8日閲覧。
5. ↑  『信越本線 矢代田駅「橋上駅舎」6月14日（土）開業!』（PDF）（プレスリリース）東日本旅客鉄道新潟支社、2008年4月16日。オリジナルの2010年1月3日時点におけるアーカイブ。2021年1月8日閲覧。
6. ↑  “駅の情報（矢代田駅）：JR東日本”.   東日本旅客鉄道. 2023年11月1日時点のオリジナルよりアーカイブ。2023年11月1日閲覧。
7. 1 2 3  平成29年度 都市再生整備計画事業事例集：完了地区 矢代田駅周辺地区 - 国土交通省北陸地方整備局.2019年6月4日閲覧。
8. ↑  広報こすど 第361号 2003年4月1日 p.2 平成15年度 町政施政方針 - 小須戸町
9. ↑  広報こすど 第367号 2003年10月1日 p.8 新潟都市計画決定・変更の説明会及び公聴会の開催について - 小須戸町
10. 1 2  都市再生整備計画事業：事後評価（矢代田駅周辺地区） - 新潟市.2019年6月4日閲覧。
11. 1 2 3 4 5  “信越本線 矢代田駅橋上化工事”. www.aran.or.jp.   一般社団法人 鉄道建築協会. 2018年9月6日閲覧。
12. ↑  合併建設計画（新にいがたまちづくり計画）登載事業施策別一覧（平成17年～平成26年の10年間ベース） - 新潟市.2019年6月4日閲覧。
13. ↑  広報こすど 第181号 1988年4月1日 p.8 JR矢代田駅始発列車が新設されました - 小須戸町
14. 1 2  “JR東日本：駅構内図・バリアフリー情報（矢代田駅）”.   東日本旅客鉄道. 2025年5月3日閲覧。
15. ↑  パークアンドライドの取り組み - 新潟市.2019年6月4日閲覧。
16. ↑  あきは区役所だより 第213号 2016年2月21日 p.2 矢代田駅前駐車場　利用者を募集します - 新潟市秋葉区
17. ↑  平成20年度第8回 秋葉区自治協議会資料：小須戸～矢代田駅シャトルバス社会実験 リーフレット - 新潟市秋葉区 - WARPによるアーカイブ
18. ↑  にいつ丘陵周辺ウォーキングマップ - 新潟市秋葉区.2019年6月4日閲覧。
19. 1 2 3 4 5 6 7  “秋葉区公共交通ガイド” (PDF). 時刻表・運行ルート 新潟市秋葉区.   新潟市秋葉区 (2025年5月2日). 2025年5月3日閲覧。
20. ↑  “田上町デマンド型乗合タクシー「ゴマンド号」リーフレット” (PDF). 田上町デマンド型乗合タクシーゴマンド号 - 新潟県田上町.   田上町. 2025年5月3日閲覧。

### 利用状況
1. 1 2  “各駅の乗車人員（2023年度）”.   東日本旅客鉄道. 2024年7月21日閲覧。
2. ↑  “各駅の乗車人員（2000年度）”.   東日本旅客鉄道. 2019年4月5日閲覧。
3. ↑  “各駅の乗車人員（2001年度）”.   東日本旅客鉄道. 2019年4月5日閲覧。
4. ↑  “各駅の乗車人員（2002年度）”.   東日本旅客鉄道. 2019年4月5日閲覧。
5. ↑  “各駅の乗車人員（2003年度）”.   東日本旅客鉄道. 2019年4月5日閲覧。
6. ↑  “各駅の乗車人員（2004年度）”.   東日本旅客鉄道. 2019年4月5日閲覧。
7. ↑  “各駅の乗車人員（2005年度）”.   東日本旅客鉄道. 2019年4月5日閲覧。
8. ↑  “各駅の乗車人員（2006年度）”.   東日本旅客鉄道. 2019年4月5日閲覧。
9. ↑  “各駅の乗車人員（2007年度）”.   東日本旅客鉄道. 2019年4月5日閲覧。
10. ↑  “各駅の乗車人員（2008年度）”.   東日本旅客鉄道. 2019年4月5日閲覧。
11. ↑  “各駅の乗車人員（2009年度）”.   東日本旅客鉄道. 2019年4月5日閲覧。
12. ↑  “各駅の乗車人員（2010年度）”.   東日本旅客鉄道. 2019年4月5日閲覧。
13. ↑  “各駅の乗車人員（2011年度）”.   東日本旅客鉄道. 2019年4月5日閲覧。
14. ↑  “各駅の乗車人員（2012年度）”.   東日本旅客鉄道. 2019年4月5日閲覧。
15. ↑  “各駅の乗車人員（2013年度）”.   東日本旅客鉄道. 2019年4月5日閲覧。
16. ↑  “各駅の乗車人員（2014年度）”.   東日本旅客鉄道. 2019年4月5日閲覧。
17. ↑  “各駅の乗車人員（2015年度）”.   東日本旅客鉄道. 2019年4月5日閲覧。
18. ↑  “各駅の乗車人員（2016年度）”.   東日本旅客鉄道. 2019年4月5日閲覧。
19. ↑  “各駅の乗車人員（2017年度）”.   東日本旅客鉄道. 2019年4月5日閲覧。
20. ↑  “各駅の乗車人員（2018年度）”.   東日本旅客鉄道. 2019年7月16日閲覧。
21. ↑  “各駅の乗車人員（2019年度）”.   東日本旅客鉄道. 2020年7月13日閲覧。
22. ↑  “各駅の乗車人員（2020年度）”.   東日本旅客鉄道. 2021年7月25日閲覧。
23. ↑  “各駅の乗車人員（2021年度）”.   東日本旅客鉄道. 2022年8月8日閲覧。
24. ↑  “各駅の乗車人員（2022年度）”.   東日本旅客鉄道. 2023年7月12日閲覧。